# Katarina Lavtar
Katarina Lavtar Pogačnik (ur. 23 marca 1988 w Jesenicach) – słoweńska narciarka alpejska, olimpijka.

## Kariera
Zawodniczka klubu SK Radovljica. W międzynarodowych zawodach zadebiutowała 11 grudnia 2003 roku w zawodach FIS Race w austriackim Pitztal, w których zajęła 33. miejsce w slalomie, 28 stycznia 2006 roku po raz pierwszy stanęła na podium w zawodach tej rangi, zajmując 3. miejsce w slalomie gigancie w szwajcarskim Scuol, natomiast 9 marca 2007 roku wygrał swoje pierwsze zawody tej rangi, również w slalomie gigancie.
W Pucharze Świata zadebiutowała 7 marca 2009 roku w niemieckim Ofterschwang, w którym nie ukończyła slalomu. Pierwsze punkty w Pucharze Świata zdobyła 26 października 2013 roku w austriackim Sölden, zajmując 29. miejsce w slalomie gigancie, natomiast najlepszy wynik uzyskała 7 marca 2014 roku w szwedzkim Åre, w którym zajął 13. miejsce w slalomie gigancie.
Na zimowych igrzyskach olimpijskich 2014 w Soczi zajął 20. miejsce w slalomie gigancie oraz nie ukończył slalomu.
Następnie z sukcesami startowała w Pucharze Dalekowchodnim, w którym w sezonach 2014/2015 (7. miejsce) i 2015/2016 (5. miejsce), 13-krotnie zajmowała miejsce na podium (5 zwycięstw, 5-krotnie 2. miejsce oraz 3-krotnie 3. miejsce).
Ostatni występ Lavtar w Pucharze Świata miał miejsce 11 marca 2017 roku w Squaw Valley, w którym nie ukończył slalomu, natomiast ostatni występ na arenie międzynarodowej miał miejsce 17 marca 2017 roku w zawodach FIS Race we włoskim Innichen, w którym zajął 7. miejsce w slalomie gigancie.

## Po zakończeniu kariery
Katarina Lavtar po zakończeniu kariery sportowej uzyskała tytuł magistra inżyniera inżynierii wodnej i środowiskowej.

## Osiągnięcia

### Igrzyska olimpijskie
| Miejsce | Dzień     | Rok  | Miejscowość | Konkurencja   | Czas biegu | Strata | Zwyciężczyni     |
| ------- | --------- | ---- | ----------- | ------------- | ---------- | ------ | ---------------- |
| 20.     | 18 lutego | 2014 | Soczi       | Slalom gigant | 2:40,64    | +3,77  | Tina Maze        |
| NU      | 21 lutego | 2014 | Soczi       | Slalom        | –          | –      | Mikaela Shiffrin |

### Mistrzostwa świata
| Miejsce | Dzień     | Rok  | Miejscowość  | Konkurencja   | Czas biegu | Strata | Zwyciężczyni     |
| ------- | --------- | ---- | ------------ | ------------- | ---------- | ------ | ---------------- |
| 27.     | 16 lutego | 2013 | Schladming   | Slalom        | 1:44,59    | +4,74  | Mikaela Shiffrin |
| 21.     | 12 lutego | 2015 | Beaver Creek | Slalom gigant | 2:22,99    | +3,83  | Anna Fenninger   |
| 29.     | 14 lutego | 2015 | Beaver Creek | Slalom        | 1:44,98    | +6,50  | Mikaela Shiffrin |

### Puchar Świata

#### Miejsca w klasyfikacji generalnej
| Sezon     | Miejsce           |
| --------- | ----------------- |
| 2008/2009 | niesklasyfikowana |
| 2009/2010 | niesklasyfikowana |
| 2010/2011 | niesklasyfikowana |
| 2011/2012 | niesklasyfikowana |
| 2012/2013 | niesklasyfikowana |
| 2013/2014 | 88.               |
| 2014/2015 | 97.               |
| 2015/2016 | 89.               |
| 2018/2019 | 133.              |

### Puchar Europy

#### Miejsca w klasyfikacji generalnej
| Sezon     | Miejsce           |
| --------- | ----------------- |
| 2004/2005 | niesklasyfikowana |
| 2007/2008 | niesklasyfikowana |
| 2008/2009 | 121.              |
| 2009/2010 | 134.              |
| 2010/2011 | 83.               |
| 2011/2012 | 127.              |
| 2012/2013 | 71.               |
| 2013/2014 | 48.               |
| 2014/2015 | niesklasyfikowana |
| 2015/2016 | niesklasyfikowana |
| 2016/2017 | 71.               |

#### Miejsca w czołowej "10" w zawodach
1. Zakopane – 18 lutego 2009 (slalom) – 9. miejsce
2. Limone Piemonte – 20 grudnia 2010 (slalom gigant) – 9. miejsce
3. Andalo Paganella – 4 marca 2013 (slalom gigant) – 7. miejsce
4. Levi – 23 listopada 2013 (slalom gigant) – 9. miejsce
5. Andalo Paganella – 12 grudnia 2013 (slalom gigant) – 10. miejsce
6. Zinal – 7 stycznia 2014 (slalom gigant) – 7. miejsce
7. Chatel-Chéhéry – 2 lutego 2017 (slalom gigant) – 8. miejsce
8. Innichen – 17 marca 2017 (slalom gigant) – 7. miejsce

### Puchar Dalekowschodni

#### Miejsca w klasyfikacji generalnej
| Sezon     | Miejsce    |
| --------- | ---------- |
| 2014/2015 | 7. miejsce |
| 2015/2016 | 5. miejsce |

#### Zwycięstwa w zawodach
1. Yongpyong – 23 stycznia 2015 (slalom gigant)
2. Yongpyong – 26 stycznia 2015 (slalom)
3. Yongpyong – 28 stycznia 2015 (slalom gigant)
4. Bajkalsk – 15 marca 2016 (supergigant)
5. Bajkalsk – 17 marca 2016 (slalom gigant)

#### Pozostałe miejsca na podium w zawodach
1. Yongpyong – 21 stycznia 2015 (supergigant) – 3. miejsce
2. Yongpyong – 23 stycznia 2015 (slalom) – 2. miejsce
3. Yongpyong – 27 stycznia 2015 (slalom gigant) – 2. miejsce
4. Yongpyong – 20 stycznia 2016 (slalom gigant) – 3. miejsce
5. Yongpyong – 21 stycznia 2016 (slalom gigant) – 2. miejsce
6. Bajkalsk – 16 marca 2016 (supergigant) – 2. miejsce
7. Bajkalsk – 18 marca 2016 (slalom gigant) – 2. miejsce
8. Jużno-Sachalińsk – 20 marca 2016 (slalom) – 3. miejsce

### Nor-Am Cup

#### Miejsca w klasyfikacji generalnej
| Sezon     | Miejsce |
| --------- | ------- |
| 2011/2012 | 72.     |
| 2012/2013 | 48.     |
| 2013/2014 | 81.     |
| 2014/2015 | 86.     |

#### Miejsca w czołowej "10" w zawodach
1. Loveland – 27 listopada 2012 (slalom) – 6. miejsce
2. Aspen – 28 listopada 2012 (slalom gigant) – 9. miejsce
3. Aspen – 29 listopada 2012 (slalom gigant) – 4. miejsce
4. Loveland – 3 grudnia 2013 (slalom gigant) – 6. miejsce
5. Aspen – 3 grudnia 2014 (slalom gigant) – 9. miejsce

### Zwycięstwa w zawodach
1. Krvavec – 9 marca 2007 (slalom gigant)
2. Oberstdorf – 13 grudnia 2008 (slalom)
3. Zagrzeb – 20 stycznia 2009 (slalom)
4. Bjelasnica – 30 stycznia 2010 (slalom)
5. Zagrzeb – 12 marca 2013 (slalom gigant)
6. Zagrzeb – 13 marca 2013 (slalom gigant)
7. Scuol – 6 kwietnia 2013 (slalom gigant)
8. Kranjska Gora – 5 lutego 2014 (slalom gigant)
9. Krvavec – 11 kwietnia 2014 (slalom gigant)
10. Krvavec – 12 kwietnia 2014 (slalom gigant)

#### Pozostałe miejsca na podium w zawodach
1. Scuol – 28 stycznia 2006 (slalom gigant) – 3. miejsce
2. Scuol – 29 stycznia 2006 (slalom gigant) – 3. miejsce
3. Škofja Loka – 13 lutego 2006 (supergigant) – 3. miejsce
4. Kranjska Gora – 6 lutego 2007 (slalom gigant) – 2. miejsce
5. Ribniško Pohorje – 3 grudnia 2007 (slalom) – 3. miejsce
6. Semmering – 14 grudnia 2007 (slalom) – 2. miejsce
7. Rogla – 14 stycznia 2008 (slalom) – 3. miejsce
8. Filzmoos – 14 marca 2008 (slalom) – 2. miejsce
9. St. Johann im Pongau – 04 stycznia 2009 (slalom) – 2. miejsce
10. Kope – 13 stycznia 2009 (superkombinacja) – 3. miejsce
11. Zagrzeb – 19 stycznia 2009 (slalom gigant) – 2. miejsce
12. Maribor – 12 lutego 2009 (slalom gigant) – 2. miejsce
13. Škofja Loka – 22 lutego 2009 (slalom) – 2. miejsce
14. Bjelasnica – 29 stycznia 2010 (slalom) – 2. miejsce
15. Hemsedal – 23 listopada 2010 (supergigant) – 2. miejsce
16. Maria Alm – 20 stycznia 2011 (slalom gigant) – 3. miejsce
17. Cerkno – 10 lutego 2011 (slalom gigant) – 2. miejsce
18. Meribel – 21 grudnia 2012 (slalom) – 3. miejsce
19. Emberger Alm – 5 stycznia 2013 (slalom) – 2. miejsce
20. Nauders – 5 kwietnia 2014 (slalom gigant) – 3. miejsce
21. Krvavec – 2 marca 2015 (supergigant) – 3. miejsce
22. Krvavec – 2 marca 2015 (supergigant) – 2. miejsce
23. Krvavec – 3 marca 2015 (kombinacja) – 3. miejsce
24. Kranjska Gora – 11 marca 2016 (slalom gigant) – 2. miejsce